# Obléhání Bejrútu
Obléhání Bejrútu byla vojenská akce Izraelských obranných sil (IOS) provedená v rámci První libanonské války. Obléhání probíhalo v létě 1982 a skončilo stažením příslušníků Organizace pro osvobození Palestiny (OOP) z Libanonu v září téhož roku. IOS poté vyklidila obsazené území Libanonu (až na desetikilometrovou bezpečnostní zónu podél libanonsko-izraelské hranice). Z této „bezpečnostní zóny“ se Izrael stáhl v roce 2000.

## Prolog obléhání
OOP do Bejrútu přesunula své základny koncem 60. let poté, co byla po nezdařeném pokusu o svržení jordánského krále vytlačena z Jordánska. Přítomnost velkého množství palestinských ozbrojenců vyústila v letech 1975 - 1976 v občanskou válku mezi křesťany a muslimy. Občanská válka byla ukončena okupací Libanonu mírovými silami několika arabských zemí, včetně Sýrie. V dalších letech Sýrie a OOP nabyly v Libanonu takové moci, že dokázaly oponovat libanonské vládě. Z důvodu pokračujícího raketového a dělostřeleckého ostřelování svého území napadl Izrael v letech 1978, 1981 a 1982 Libanon, aby těmto útokům zabránil. Po příměří vyjednaném OSN se izraelské jednotky opět stáhly. 
V roce 1982 Izrael znovu napadl Libanon, využívajíce jako záminku pokus o vraždu izraelského velvyslance ve Velké Británii, přestože bylo známo, že tento pokus provedla Organizace Abú Nidala, Arafatova protivníka. Izraelský ministr obrany Ariel Šaron předložil izraelské vládě plán na omezenou intervenci do Libanonu. Operace dostala jméno Mír pro Galileu a měla za cíl oslabit jednotky OOP nebo je vytlačit z Libanonu a prostřednictvím Bašira Džamáíla, libanonského prezidenta a hlavy křesťanské falangy prosadit podepsání izraelsko-libanonské mírové smlouvy. Tento plán selhal poté, co byl Džamáíl zavražděn těsně po svém zvolení hlavou Libanonu. 

## Obléhání
Izrael doufal, že obklíčení Bejrútu provede co nejrychleji, neboť USA prostřednictvím svého vyslance Philipa Habiba usilovaly o mírové urovnání konfliktu. Sedm týdnů izraelské jednotky útočily na město z vody, ze vzduchu i ze země. Byly přerušeny dodávky energie, potravin a pitné vody. Obsazené bylo bejrútské letiště a některá jižní předměstí. V obleženém Bejrútu trpělo vedle ozbrojenců z OOP i civilní obyvatelstvo. Izrael byl obviňován z plošného útoku proti všem.
7. srpna vyslovila Sýrie souhlas s dohodou mezi USA, Izraelem, Libanonem a OOP o odsunu ozbrojených příslušníků OOP z Libanonu pod dohledem mírových sil. 21. srpna dorazilo do Bejrútu 350 francouzských výsadkářů, 800 příslušníků námořní pěchoty USA a dalších příslušníků mírových sil, v celkovém počtu 2 130 osob, které dohlížely na odsun OOP z Libanonu do Tunisu, Jemenu, Jordánska a Sýrie.

## Výsledky
Výsledkem obléhání bylo krátkodobé ukončení raketového ostřelování Izraele a odsun OOP z Libanonu. Plán na oslabení či zničení OOP ale selhal. Během obléhání dokonce došlo na izraelské straně k případu odmítnutí poslušnosti, když velitel brigády Eli Geva odmítl vstoupit se svým obrněným vojskem do Bejrútu, argumentujíce, že by takový postup měl za následek neúměrné zabíjení civilistů.
OOP přenesla svůj hlavní stan do Tunisu, její příslušníci dále operovali z Jemenu, Jordánska, Alžírska, Súdánu a z Izraelem kontrolovaných teritorií.

### Oběti
Počet civilních obětí a odhaduje se mezi 10 000 až 12 000 osob. Tato čísla vycházejí z (bejrútskými novinami Nahar publikovaného) odhadu, že během celé první libanonské války zahynulo 17 825 lidí, z toho 2 000 Syřanů, 1 400 příslušníků OOP, 1 000 až 3 000 civilistů zabitých během bojů na jihu Libanonu, 1 000 příslušníků OOP zabitých při obléhání Bejrútu a 386 zabitých izraelských vojáků. V tomto odhadu je i 750 až 3 000 palestinských uprchlíků při masakru v Sabře a Šatíle, ke kterému došlo po izraelském průniku do západního Bejrútu, kdy izraelští vojáci povolili vstup příslušníkům křesťanských milicí do těchto uprchlických táborů. 